# The Trail
The Trail est un jeu vidéo d'aventure développé par 22Cans et édité par Kongregate, sorti en 2016 sur iOS et Android au format free-to-play. Il ressort en 2017 sur Windows et Mac en version payante. Une version Nintendo Switch est disponible au téléchargement depuis le 28 février 2018.

## Système de jeu
Dans un univers visuel coloré, le joueur incarne un immigrant tout juste débarqué d'un bateau. Il le fait progresser sur un chemin infini. Sur la route, il doit ramasser différents items pour fabriquer des vêtements, des armes ou des objets pour les vendre.

## Accueil
- Canard PC : 0/10[1]
- Eurogamer Italie : 8/10[2]
- Gamezebo : 4/5[3]